# Haemanota sanguidorsia
Haemanota sanguidorsia är en fjärilsart som beskrevs av William Schaus 1905. Haemanota sanguidorsia ingår i släktet Haemanota och familjen björnspinnare. Inga underarter finns listade i Catalogue of Life.